# Баньковский, Владимир Иванович

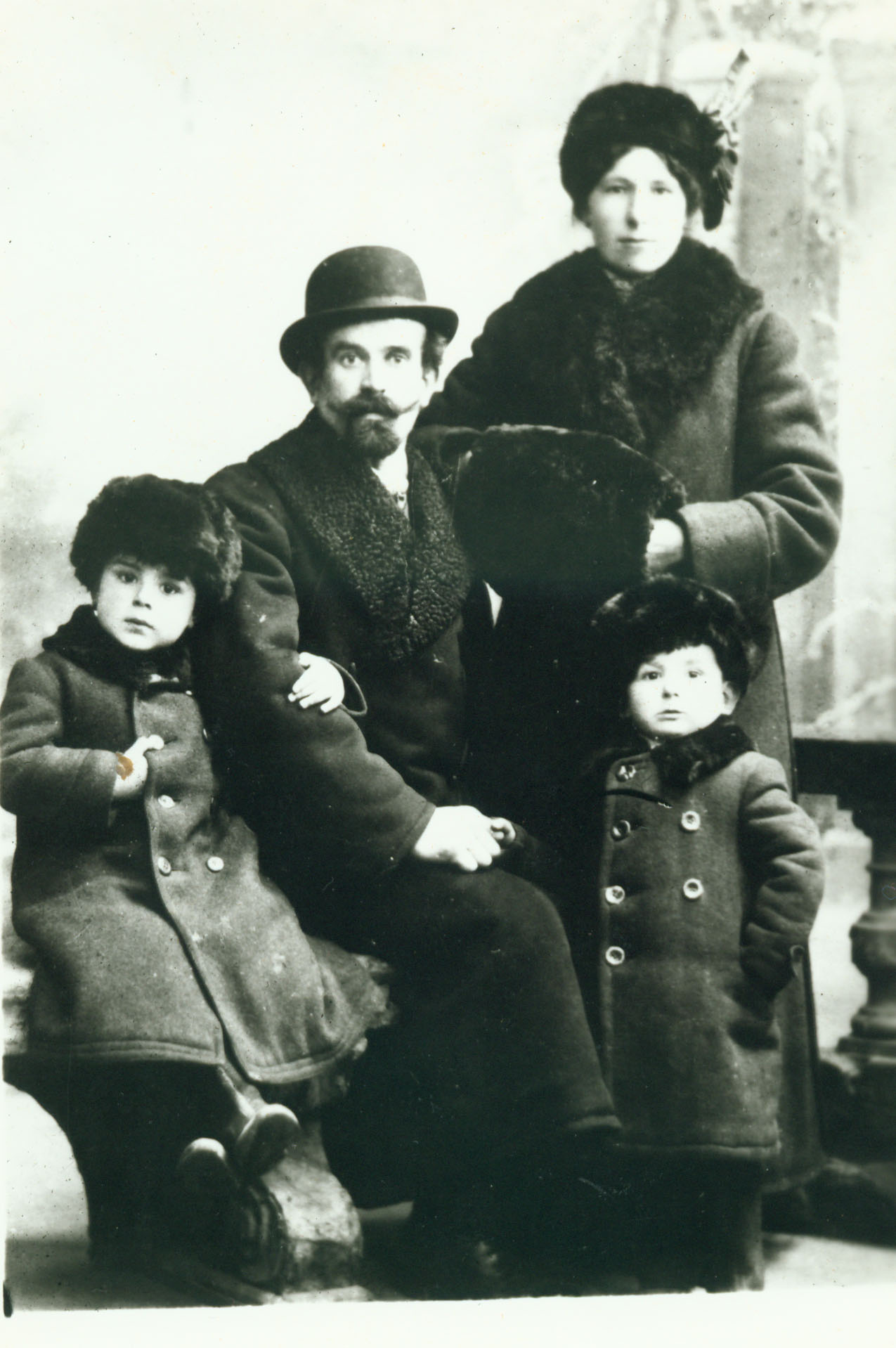
Иван Иосифович Баньковский с семьёй

Владимир Иванович Банько́вский (29 мая (19 мая) 1913, Владивосток — 21 октября 1977, Донецк (Ростовская область)) — советский горный инженер, горный директор III ранга административной службы, рационализатор (член ВОИР), журналист, редактор многотиражной газеты «Новатор».

## Биография
Родился в 1913 году во Владивостоке в семье краснодеревщика Ивана Иосифовича Баньковского (пол. Jan Joseph Bonikowski или пол. Jan Józefów Bońkowski) и Матрёны Мироновны Баньковской.
В 1934 году окончил Дальневосточный горный техникум по специальности «горный техник по эксплуатации угольных месторождений».
Работал в горной промышленности: Сихоте-Алинский полиметаллический комбинат «Сихали», в управлении и шахтах трестов «Дальуголь», «Гуковуголь», «Гундоровуголь», «Краснодонуголь», «Донецкуголь» комбината «Ростовуголь», комбината «Шахтантрацит». Служил в РККА.
Трудился на Дальнем Востоке, в Сибири, Казахстане, на Западной Украине, Кавказе, в Донбассе, на Дону в организациях Министерства цветной металлургии СССР, Министерства угольной промышленности СССР.
Начиная с 1939 года совершенствовал отдельные звенья производства — принято 7 изобретений, на 6 из них выданы авторские свидетельства Патентным бюро СССР. Занимался в лаборатории шахты Северо-Гундоровская № 3 научной организацией труда сложных звеньев шахты-участков внутришахтного транспорта. Член Профсоюза угольных рабочих с 1931 года, член Пермского отделения Всесоюзного астрономо-геодезического общества (середина 1960-х годов). Член ВКП(б) с 1938 года.

### Семья
Отец — Иван Иосифович Баньковский (Ян Юзефович Боньковский, 1881—1946) родился в гмине Зегрже (пол. gmina Zegrze) Сикотской волости Пултуского уезда Варшавской губернии (ныне Мазовецкое воеводство Польши). Мобилизован из Царства Польского на русско-японскую войну в 1904—1905 гг., после подписания мира остался в Приморье. Держал свою мастерскую. По профессии столяр-краснодеревщик, модельщик. Производственный стаж с 1898 года.
Мать — Матрёна Мироновна Приходько (11.03.1887 — 09.08.1974), прибыла с семьёй из деревни Малая Термаховка Кресятичской волости Радомысльского уезда Киевской губернии (ныне Иванковского района Киевской области) по столыпинской программе переселенческого движения ремесленников, зажиточных хозяев и крестьян на Дальний Восток в 1907 году. Вышла замуж 5 октября 1912 года.
Жена — Татьяна Александровна Баньковская (в девичестве Гаврилова, 17.01.1914(13) — 11.12.2006) родилась в Иркутске в семье купца Александра Ивановича Гаврилова (большевик-революционер, член Всероссийского центрального исполнительного комитета (ВЦИК), делегат IV Всероссийского Чрезвычайного Съезда Советов) и Александры Дмитриевны Гавриловой (Шашовой). Окончила в 1934 году Читинский горно-металлургический техникум (СССР Н. К. Т. П. Г. У. У. З.) по специальности геолого-разведочной.
Пятеро детей: Галина, Лев, София, Антонина и Ольга.
Старший брат — Николай Баньковский (Боньковский) (1912—1944) родился от первого бракосочетания (26.07.1910) Яна Юзефовича Боньковского с мещанкой города Владивостока, вдовой по 1-му браку Софией Николаевной Афанасьевой (1876—1912). Н. Баньковский работал на Дальнем Востоке (Иман), в Приморском крае капитаном морского катера. Был женат на Марии Почекай. Двое детей: Анатолий и Валентина.